# Google Video
Google Video és un servei de Google que permet cercar i veure vídeos des del navegador web. Va néixer per a competir amb YouTube, per això inicialment també s'hi podien pujar vídeos, però la compra de Google d'aquest servei, el 10 d'octubre de 2006, ha fet que es suprimís.

## Mètodes de distribució de vídeos

### Format nou
Els vídeos es mostren utilitzant el reproductor de Google, el qual usa el format propietari de Google, el qual té restriccions de drets digitals. Els vídeos qu són oferts mitjançant el servei estàndard estan en format RIFF i AVI, amb els caràcters "goog" inserits després de la capçalera en el que es coneix com a FOURCC.

### Format antic
Anteriorment per veure vídeos calia descarregar el Google Video Viewer (Visor de vídeo de Google), una aplicació que d'acord amb la informació oferta, es basava en el VideoLAN 0.8.2. El programa només funcionava pel Microsoft Windows, i Google ha posat a disposició de tots el seu codi font. Com a alternativa, per a ordinadors que no tenen el reproductor instal·lat, hi ha un visor per Adobe Flash que permet veure el vídeo des d'un navegador.
Hi ha un script gratuït que es diu "Embedded Player → Link Converter" (reproductor integrat → convertidor d'enllaç), que ha estat creat per un usuari per a l'extensió Greasemonkey del navegador Firefox, que permet a l'usuari de qualsevol sistema operatiu convertir un vídeo de Google Video a l'aplicació de la seva elecció. L'script es pot descarregar des d'aquesta adreça Arxivat 2006-05-16 a Wayback Machine.. És necessari tenir instal·lada l'extensió Greasemonkey perquè funcioni.

## Convertint arxius GVI
VirtualDub, entre altres programes, és capaç de llegir arxius .GVI, i permet convertir-los a qualsevol format. No obstant això, cal tenir en compte que els arxius .GVI són en realitat arxius .avi normals, codificats usant el còdec DivX versió 4 amb el so en MP3, per tant es poden veure amb un reproductor DivX sense cap conversió extra. També funcionen amb diversos reproductors de vídeo portàtils, amb només canviar l'extensió de .GVI a .avi.

## Vídeos integrats
Google Video proporciona un script que permeten integrar vídeos des d'altres servidors, això permet que qualsevol pugui integrar a la seva pàgina web vídeos, sense haver de preocupar-se per l'amplada de banda.

## Programa per pujar vídeos
Cal un altre programa (Google Video Uploader) per poder pujar vídeos. Aquest programa està disponible per Microsoft Windows, MacOS X i Linux i encara que es proporcionen descàrregues independents, les versions d'un sistema operatiu funcionen en un altre, ja que el llenguatge de programació utilitzat per a aquesta aplicació és Java, que és multiplataforma. Cal tenir en compte que perquè això es compleixi és necessari tenir instal·lat el JRE (Java Runtime Environment) per al sistema operatiu en el que volem executar el programari.
És curiós comprovar com tot i que les condicions indiquen que cal que Google aprovi el contingut, hi ha pel·lícules comercials disponibles de franc.

## Crítiques
Google Video, igual que YouTube i altres serveis similars, són criticats primer perquè trenquen les lleis dels drets d'autor però també per la baixa qualitat d'imatge dels vídeos oferts. Com que els vídeos es reprodueixen a través d'Internet, una major qualitat necessitaria més amplada de banda. Una altra crítica és que el contingut no s'organitza de cap manera. Vegeu: cnet.com Arxivat 2006-02-24 a Wayback Machine.
Cal tenir en compte que es poden obtenir vídeos en alta qualitat si s'usa el Google Video Player.